# Shining (Roman)
Shining (im Original: The Shining; Arbeitstitel: Darkshine, später The Shine) ist der Titel eines Romans von Stephen King, der im Jahre 1977 durch den Doubleday-Verlag publiziert wurde. Die Übersetzung von Harro Christensen veröffentlichte der Bastei-Lübbe-Verlag im Jahre 1980.

## Inhalt
Jack Torrance, ein ehemaliger Lehrer und „trockener“ Alkoholiker, hofft, sein Leben wieder in den Griff zu bekommen, indem er für einen Winter die Stelle des Hausmeisters im abgelegenen Overlook-Hotel annimmt. Jack hat seine Stelle als Englischlehrer verloren, weil er einen Schüler geschlagen hatte. Seinem Sohn Danny, den er innig liebt, brach er betrunken sogar den Arm, als dieser drei Jahre alt war und einige Papiere in Unordnung gebracht hatte. Jacks Frau Wendy erwägt, sich  wegen dieser Wutanfälle scheiden zu lassen. Sie vertagt aber die Entscheidung und hofft, dass der Aufenthalt im Overlook-Hotel die drei wieder als Familie zusammenschweißen wird.
Das abgelegene Hotel liegt im Bundesstaat Colorado, in den Rocky Mountains. Im Winter ist es jeweils für mehrere Monate eingeschneit und daher komplett von der Außenwelt abgeschnitten. In dieser Zeit möchte Jack Torrance, der auch Schriftsteller ist, neben seiner Hausmeistertätigkeit ein Manuskript fertigschreiben. Zu Torrances wichtigsten Pflichten als Hausmeister gehört es, alle paar Stunden von Hand den Druck des Heizkessels zu regeln.
Die Familie Torrance kommt im Overlook-Hotel am letzten Tag der Saison an, als das Personal gerade aufbricht. Der Hotelkoch Dick Hallorann zeigt ihnen Großküche und Vorräte. Ihm fällt sofort die Begabung des fünfjährigen Danny für die Wahrnehmung des Übersinnlichen auf, die Hallorans Großmutter „den Lampenschein Gottes“ (englisch the shining) nannte. Danny kann Ereignisse vorhersehen und Vergangenes in Visionen nacherleben. Vor seiner Abreise spricht Hallorann Danny noch zu, sich von Dingen, die er möglicherweise im Hotel sehe oder wahrnehme, nicht einschüchtern zu lassen. Insbesondere das Zimmer 217 solle er unbedingt meiden. Im Notfall könne Danny durch einen telepathischen Hilferuf Hallorann erreichen. Dann führt der Hotelmanager Ullman die Familie durch die Stockwerke. In der oben gelegenen Präsidentensuite sieht nur Danny die Blutspuren auf der Tapete. Ullman verabschiedet sich, die drei bleiben allein im Hotel zurück.
Im Keller findet Jack alte Dokumente und beginnt, die Geschichte des Hotels zu rekonstruieren, die reich an Verbrechen, Bluttaten und Selbstmorden ist. Statt eines Romans möchte er nun ein Buch über das Overlook schreiben. Dabei befasst er sich auch mit seiner eigenen Vergangenheit, den Gewaltexzessen seines Vaters und seiner Alkoholsucht. Das Hotel scheint immer mehr von Jack Besitz zu ergreifen, er wird zunehmend manischer und aggressiver. Wendy ist irritiert, teils entsetzt, und möchte das Hotel mit Danny verlassen, doch der Wintereinbruch mit starkem Schneefall hindert sie daran.
Danny beginnt Geister und andere seltsame Erscheinungen zu sehen: Im Zimmer 217, das er schließlich doch betritt, verfolgt und würgt ihn der Geist einer lange zuvor im Hotel gestorbenen Frau. Wendy interpretiert die Würgemale am Hals des traumatisierten Danny indessen  als weiteren Übergriff des Vaters und bringt sich und Danny in ihrem Zimmer in Sicherheit. Jack schaut im Zimmer 217 nach und wäre fast der toten Frau zum Opfer gefallen, gibt aber vor, nichts Ungewöhnliches gesehen zu haben.
Die Telefonleitungen sind wegen des Schneefalls unterbrochen, Jack hat zudem das Funkgerät zerstört und das Schneemobil durch Wegwerfen des Zündverteilers unbrauchbar gemacht. In einem seiner Trancezustände kann Danny das Wort DROM (im Original REDRUM) als Wortspiegelung für MORD (engl. MURDER) entschlüsseln. Verzweifelt ruft er gedanklich den Koch Hallorann, der zwischenzeitlich in Florida arbeitet, um Hilfe. Der macht sich sofort auf den mühsamen Weg ins verschneite Colorado.
Wendy vermutet inzwischen, dass Jack verrückt geworden ist. Sie trägt nun ein Küchenmesser als Waffe bei sich. In der Colorado Lounge, der Hotelbar, stößt sie auf den bewusstlosen Jack. Als dieser erwacht und Wendy zu würgen versucht, überwältigen sie und Danny ihn und sperren ihn in der Vorratskammer ein. Die Geister des Hotels lassen ihn wieder heraus. Wendy vermutet, dass das Hotel mit seinen Geistern sich Dannys und seiner übersinnlichen Kräfte, des Shinings, bemächtigen will; dazu treibt es Jack in Wahnvorstellungen, um ihn gefügig zu machen, Danny zu jagen und zu ermorden.
In einer Eskalation der Gewalt schlägt Jack Wendy und den herbeieilenden Hallorann mit einem Roque-Schläger nieder. Er selbst ist verletzt, wird aber vom Overlook weiter angetrieben, Danny in seine Gewalt zu bringen. Danny gelingt es jedoch, ein letztes Fünkchen Vatergefühl in Jack zu entfachen, und kann ihm dabei entkommen. Wendy, Danny und Hallorann fliehen aus dem Hotel in den Schnee und sehen, wie das Overlook-Hotel explodiert. Zu der Explosion kommt es, weil Jack vergessen hat, sich um den Druck des Heizkessels zu kümmern.

## Hintergrund
Der Titel des Romans basiert laut Stephen King auf dem Lied Instant Karma! von John Lennon, das den Refrain „And we all shine on“ enthält. Der Roman hat, wie viele von Kings Werken, autobiographische Züge, da Stephen King selbst unter Alkoholproblemen litt.

## Verfilmungen
- 1980: Shining, verfilmt von Stanley Kubrick, mit Jack Nicholson als Jack Torrance. Die Außenaufnahmen des Hotels wurden in der Timberline Lodge am Mount Hood in Oregon gedreht.
- 1997: The Shining, als TV-Miniserie verfilmt von Mick Garris, mit Steven Weber als Jack Torrance. Stephen King, der von Kubricks Verfilmung enttäuscht war, verfasste  das Drehbuch ein weiteres Mal selbst. In dieser Filmfassung wurden die Außenaufnahmen im Stanley-Hotel in Estes Park, Colorado gedreht, das King seinerzeit als Vorlage für sein Overlook-Hotel diente. Stephen King selbst hat hier einen Cameoauftritt als Bandleader.

## Verknüpfungen zu anderen Werken
- Der Koch Dick Hallorann, der den kleinen Danny in die Geheimnisse des Shinings einführt, hat als junger Mann ein verheerendes Feuer in Derry überlebt, wie in dem Roman Es berichtet wird.
- George Hatfield ist der Schüler, den Jack Torrance aus der Debattier-Mannschaft nimmt, wofür George sich rächt, indem er alle Reifen am Auto des Lehrers zersticht. Er ist unverbesserlich: Als Jack Sawyer in Der Talisman den Talisman findet, erfährt man in einem Nebensatz, dass George sich gerade im Büro des Rektors befindet.
- Annie Wilkes aus Sie kennt Jack Torrance, denn sie erzählt ihrem Schützling Paul Sheldon von dem verrückten Hausmeister des Overlook-Hotels.
- Diverse Orte aus dem Buch tauchen auch im Roman The Stand auf: Stovington, Boulder, Arapahoe Street und Sidewinder. So, wie auch in The Shining die Torrances von Stovington nach Boulder reisen und von dort über Sidewinder weiter zum Overlook, reisen diverse Charaktere in The Stand auch von Stovington vom lokalen „Plague Center“ nach Boulder. In der Arapahoe Street wohnt einer der Hauptcharaktere. Und von den Charakteren, die von Boulder aus weiter nach Westen ziehen, kommen auch welche durch Sidewinder. Außerdem wird die Gabe des "Shinings" erwähnt.
- Zimmer 217, der Raum, in dem Danny auf eine wandelnde Leiche trifft, ist auch die Nummer des Lehrers Edward French in Der Musterschüler (Frühling, Sommer, Herbst und Tod), die von Richie Tozier in Es und die des Krankenhauszimmers von Brady Hartsfield in End of Watch.
- Im September 2013 erschien eine Fortsetzung von The Shining mit dem Titel Doctor Sleep, aus der King am 18. Februar 2012 im Rahmen der Abschlussfeier des Savannah Book Festivals auszugsweise vorlas.[2]
- Im 2021 erschienenen King-Roman Billy Summers taucht das Hotel den Protagonisten in Sidewinder als Trugbild auf, ein Gemälde der Heckentiere scheint sich zu bewegen und es wird davon berichtet, dass es am Standort des abgebrannten Hotels spukt.